# Liriforma

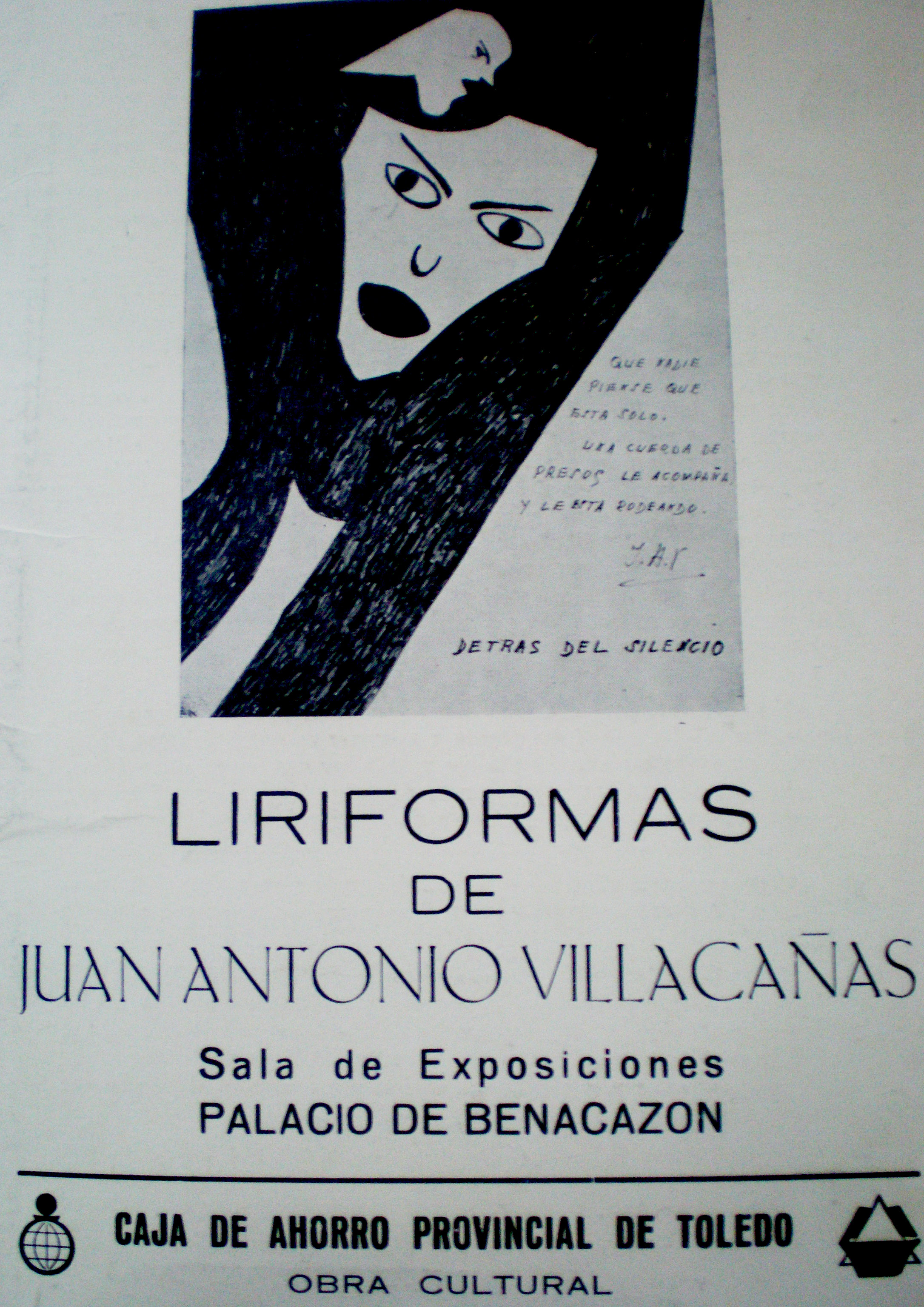
Invitación del Ayto. de Toledo a la exposición de Juan Antonio Villacañas ilustrada con una liriformas

La liriforma es una unidad de significación compuesta de texto e imagen creada por el poeta español Juan Antonio Villacañas. El conjunto de las liriformas lleva por título Testamento de Carnaval (1975-1976)
En el número 4 de Ibi Oculus, Pablo Luque Pinilla afirma:
El poeta acuñó el término Liriformas para denominar unas composiciones en las que aunaba dibujo y texto concebidos como una sola unidad creativa.
Las Liriformas de Juan Antonio Villacañas se presentaron en la exposición titulada “Liriformas de Juan Antonio Villacañas” en el Palacio de Benacazón de Toledo en 1975. Entre los distintos medios que se hicieron eco de la creación pictórico-poética de Villacañas, en la revista La Estafeta Literaria, pueden  leerse estas palabras del autor al ser entrevistado:
Liriformas son poemas autógrafos dibujados por mí. Otro modo de expresión poética. Como André Breton, estimo que la poesía no se opone a la prosa o a la pintura. El objeto - en este caso, dibujo- y la imagen verbal pueden aliarse estrechamente. “Liriformas” no son poemas ilustrados ni nada tienen que ver con los poemas-objeto de Breton ni con los “ liricogramas” de Alberti. Son sólo poemas. Creo que con ello trazo un camino más rico y despejado para llegar a los demás y para que los demás arriben más fácilmente al poema.
Asimismo, afirma Villacañas:
¿Puede haber alguna cosa nueva? Lo que sí me atrevo a asegurar es que “Liriformas” es una sola cosa, porque, aunque parezcan dos, ambas han nacido y crecido simultáneamente, inseparablemente unidas hasta ser una sola.
Además, en su artículo "Los Villacañas: una estirpe poética", Arantxa Oteo escribe:
Pero Juan Antonio Villacañas también dominó el soneto (”A veces hombre”, o “Vecindad”, de Marcha destriunfal, 1960) y otras composiciones clásicas y practicó la liriforma, la poesía ilustrada, sugerente, la imagen como complemento perfecto (nunca como sustituto) de la belleza de la palabra y de la emoción del verso, liriformas de las que podemos disfrutar en Testamento del Carnaval (1975-1976).
La antología bilingüe español-inglés Juan Antonio Villacañas: Selected Poems lleva como portada una de las liriformas del poeta.
El Ayuntamiento de Toledo, organizador del homenaje póstumo a Juan Antonio Villacañas, acuñó invitaciones con la reproducción de otra de sus liriformas.
Como colaborador articulista y crítico en los periódicos La Voz del Tajo y El Día de Toledo, Juan Antonio Villacañas ilustró en numerosas ocasiones sus contribuciones periodísticas con las liriformas de su creación.

## Enlaces
Sobre Testamento del Carnaval. Noticia periodística.
Sobre Testamento del Carnaval en La Estafeta Literaria
Sobre Testamento del Carnaval. Noticia periodística.
Imágenes de liriformas
- Datos: Q16591871